# Pseudoeurycea firscheini
Pseudoeurycea firscheini är en groddjursart som beskrevs av Shannon och John E. Werler 1955. Pseudoeurycea firscheini ingår i släktet Pseudoeurycea och familjen lunglösa salamandrar. IUCN kategoriserar arten globalt som starkt hotad. Inga underarter finns listade i Catalogue of Life.